# Crookers
Crookers er et musikalsk soloprojekt af den italienske producer- og DJ Francesco "Phra" Barbaglia startet i 2003, tidligere var det indtil 2012 en duo, hvor Andrea "Bot" Fratangelo indgik. De er kendt blandt andet for sit samarbejde med Kid Cudi i et remix, udgivet i 2009 af singlen "Day 'n' Nite" fra året før, som kom op på nr. 2 i UK Singles Chart.